# Kușkîne, Hluhiv
Kușkîne (în ucraineană Кушкине) este un sat în comuna Zemleanka din raionul Hluhiv, regiunea Sumî, Ucraina.

## Demografie
Componența lingvistică a localității Kușkîne
     Ucraineană (100%)
Conform recensământului din 2001, toată populația localității Kușkîne era vorbitoare de ucraineană (100%).